# Katakura Murayasu
Katakura Murayasu est un nom japonais traditionnel ; le nom de famille (ou le nom d'école), Katakura, précède donc le prénom (ou le nom d'artiste).
Katakura Murayasu (片倉村休, 1683-18 août 1720) est un samouraï de l'époque d'Edo. Important obligé du domaine de Sendai, il est d’abord connu sous le nom de « Kageakira » (景明). Murayasu est également le 5e Katakura kojūrō.

## Référence
- (en) Cet article est partiellement ou en totalité issu de l’article de Wikipédia en anglais intitulé « Katakura Murayasu » (voir la liste des auteurs).